# Aphelaria subglobispora
Aphelaria subglobispora é uma espécie de fungo pertencente à família Aphelariaceae.